# Formatie van Pépinster
De Formatie van Pépinster is een geologische formatie uit het Devoon in de ondergrond van België. De formatie bestaat uit schalie- (schiefer-), siltsteen- en zandsteenlagen. Ze komt aan het oppervlak in de provincies Namen en Luik. De Formatie van Pépinster is genoemd naar de Luikse plaats Pepinster.

## Beschrijving
De Formatie van Pépinster bestaat uit een afwisseling van groenige en rossige schalie (schiefer), siltsteen en zandsteen. In het bovenste deel van de formatie wordt het gesteente kalkiger. 
Aan de basis van de formatie overheerst schalie; deze kan kalk- of barietknollen bevatten. Boven deze basis ligt een pakket groenige zandsteen met daarin drie conglomeraatlagen. Deze zandsteenlagen vormen het Lid van Heusy. De zandsteen ("kwartsiet") bevat plantenresten en fossielen van Tentaculites en brachiopoden, met name van het geslacht Rhynchonella. 
Het bovenste gedeelte van de formatie bestaat uit schalie, siltsteen en fijne zandsteen, met een overwegend rossige kleur. Naar de top toe wordt de formatie kalkiger en rijker aan fossielen, als opmaat voor de kalksteen van de erboven gelegen Formatie van Névremont. 
Samen met het oudere conglomeraat van de Formatie van Vicht en de jongere schalie en siltige kalksteen van de Formatie van Névremont vormt de Formatie van Pépinster een terrigene serie gesteentelagen die gevormd werden als gevolg van regressie van de zee tijdens het Midden-Devoon.

## Verspreiding en stratigrafie
De Formatie van Pépinster komt voor in het zuidoosten van het Synclinorium van Dinant en in het Synclinorium van Verviers. Het stratotype is samengesteld uit drie ontsluitingen in de omgeving van Pepinster. De formatie is er ongeveer 95 tot 97 meter dik.
Gidsfossielen als sporen, de brachiopode Stringocephalus burtini en de Rugosa-koraal Hexagonaria quadrigemina geven aan dat het onderste deel van de formatie tot de top van de etage Eifeliaan behoort (in België komt voor deze etage ook de verouderde naam Couviniaan nog voor). De rest van de formatie behoort tot het (jongere) Givetiaan. De ouderdom van de formatie ligt daarmee ongeveer tussen de 390 en 385 miljoen jaar.
In de omgeving van Verviers ligt de Formatie van Pépinster niet overal bovenop de Formatie van Vicht. Waar de laatste formatie ontbreekt kan ze ook direct met een discordantie op oudere formaties uit het Onder-Devoon liggen, zoals de Formaties van Acoz, Solières, Burnot en Wépion.